# Малко Шарково (язовир)
Язовир „Малко Шарково“ е язовир в България. Намира се близо до едноименното село в Странджа, до границата с Турция. Язовирът е със земнонасипна стена и максимален обем 55 млн. куб. метра. Площта на язовир „Малко Шарково“ е 3,9 км².
Язовирът е обграден от ниски хълмове с обработваеми селскостопански земи, засаждани основно със зимна пшеница. В околност има и малки горички. През 1989 година територията около язовира е обявена от BirdLife International за важно от орнитологична гледна точка място, както в национален, така и в европейски мащаб. Тя е постоянно място за почивка за зимуващи водолюбиви птици: установени 45 вида, 16 от които са вписани в Червената книга на България. Сред птиците, които зимуват край язовира, са голямата белочела гъска, немият лебед, пойният лебед и червеногушата гъска.
Язовирът често е посещаван от летовници и рибари. 